# Biblioteca de Autores Españoles

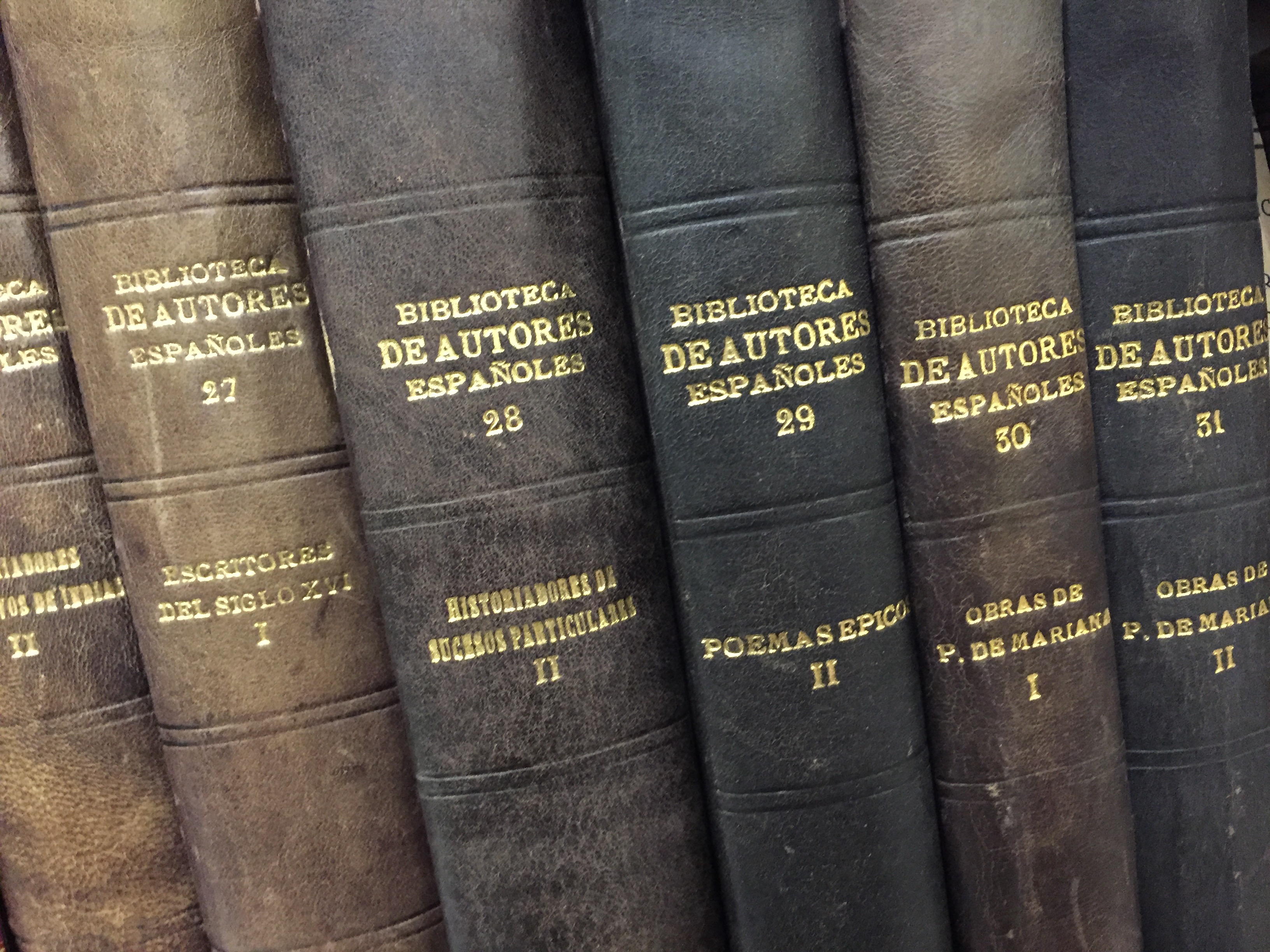
Bände der Biblioteca de Autores Españoles

Die Biblioteca de Autores Españoles (BAE; Bibliothek spanischer Autoren) ist eine Sammlung literarischer Werke mit kastilischen Klassikern von den Anfängen bis in die moderne Zeit, die zwischen 1846 und 1880 von Manuel Rivadeneyra und seinem Sohn Adolfo Rivadeneyra veröffentlicht wurde. Sie gilt als einer der ersten systematischen Versuche, die Meisterwerke der spanischen Sprache in philologisch anspruchsvollen Ausgaben einer breiten Leserschaft nahezubringen. Sie umfasst siebzig Bände plus einen Indexband. Sämtliche Bände wurden inzwischen digitalisiert. Zu der Reihe gibt es eine gleichnamige Fortsetzung (Editorial Atlas, Madrid).

## Übersicht
Die folgende Übersicht ist nach den Angaben der Öffentlichen Bibliothek von Tarragona wiedergegeben (zusätzlich mit Nummern versehen):
- 1. Obras de Miguel de Cervantes (La Galatea, Novelas ejemplares, Don Quijote de la Mancha, Persiles y Sigismunda, Viaje al Parnaso, y Poesías sueltas). 1ª. ed.: Madrid, Rivadeneyra, 1846; b, 4ª. ed: 1860.
- 2. Obras de D. Nicolás y D. Leandro Fernández Moratín. (4ª. ed.: Madrid, Rivadeneyra, 1857.)
- 3. Novelistas anteriores a Cervantes.
- 4. Elegías de varones ilustres de Indias. (3ª. ed.: Madrid, Rivadeneyra, 1874.)
- 5. Comedias escogidas de Fray Gabriel Tellez (el maestro Tirso de Molina). (2ª. ed.: Imprenta de la Publicid ad, á cargo de D. M. Rivadeneyra, Madrid, 1850.)
- 6. Obras del V. P. M. Fray Luis de Granada, I.
- 7. Obras de Don Pedro Calderón de la Barca, I.
- 8. Obras del V. P. M. Fray Luis de Granada, II. (Imprenta de la Publicidad á cargo de D. M. Rivadeneyra, Madrid, 1848.)
- 9. Obras de Don Pedro Calderón de la Barca, II.
- 10. Romancero general o colección de romances castellanos anteriores al siglo XVIII, I. (Madrid, Rivadeneyra, 1849.)
- 11. Obras del V. P. M. Fray Luis de Granada, III.
- 12. Comedias de Don Pedro Calderón de la Barca, III.
- 13. Epistolario español: colección de cartas de españoles ilustres antiguos y modernos, I.
- 14. Comedias de Don Pedro Calderón de la Barca, IV.
- 15. Obras escogidas del P. José Francisco de Isla.
- 16. Romancero general o colección de romances castellanos anteriores al siglo XVIII, II. (Rivadeneyra, Madrid, 1851.)
- 17. Poemas épicos, I.
- 18. Novelistas posteriores a Cervantes, I.
- 19. Obras completas del Excmo. Sr. D Manuel José Quintana. (M. Rivadeneyra, 1861.)
- 20. Comedias de Don Juan Ruiz de Alarcón y Mendoza. (M. Rivadeneyra, 1866?)
- 21. Historiadores de sucesos particulares, I.
- 22. Historiadores primitivos de Indias, I.
- 23. Obras de Don Francisco de Quevedo Villegas, I. (2ª. ed.: Madrid, M. Rivadeneyra, 1859.) cervantesvirtual.com
- 24. Comedias escogidas de Frey Lope Félix de Vega Carpio, I.
- 25. Obras de Don Diego de Saavedra Fajardo.
- 26. Historiadores primitivos de Indias, II. (Madrid, M. Rivadeneyra, 1862.)
- 27. Escritores del siglo XVI, I. (San Juan de la Cruz, Fray Pedro Malón de Chaide, Fray Hernando de Zárate). (Madrid, M. Rivadeneyra, 1862.) cervantesvirtual.com
- 28. Historiadores de sucesos particulares, II.
- 29. Poemas épicos, II.
- 30. Obras del Padre Juan de Mariana, I. (Madrid, M. Rivadeneyra, 1864.)
- 31. Obras del Padre Juan de Mariana, II.
- 32. Poetas líricos de los siglos XVI y XVII, I. (Madrid, M. Rivadeneyra, 1854.) cervantesvirtual.com
- 33. Novelistas posteriores a Cervantes, II.
- 34. Comedias escogidas de Frey Lope Félix de Vega Carpio, II.
- 35. Romancero y cancionero sagrados: colección de poesías cristianas, morales y divinas.
- 36. Curiosidades bibliográficas de obras raras, de amenidad y erudición.
- 37. Escritores del siglo XVI, II. [Obras del maestro Fray Luis de León, precédelas su vida, escrita por Don Gregorio Mayans y Siscar; y un extracto del proceso instruido contra el autor desde el año 1571 al 1576.] (Madrid, M. Rivadeneyra, 1855.) cervantesvirtual.com
- 38. Colección escogida de obras no dramáticas de Frey Lope Félix de Vega Carpio. (Madrid, M. Rivadeneyra, 1856.)
- 39. Comedias escogidas de D. Agustín Moreto y Cabaña.
- 40. Libros de caballerías.
- 41. Comedias escogidas de Frey Lope Félix de Vega Carpio, III.
- 42. Poetas líricos de los siglos XVI y XVII, II.
- 43. Dramáticos contemporáneos de Lope de Vega, I.
- 44. La gran conquista de Ultramar.
- 45. Dramáticos contemporáneos de Lope de Vega, II.
- 46. Obras escogidas de Don Gaspar Melchor de Jovellanos, I.
- 47. Dramáticos posteriores a Lope de Vega, I. (Madrid, M. Rivadeneyra, 1858.)
- 48. Obras de Don Francisco de Quevedo Villegas, II. (Madrid, M. Rivadeneyra, 1859). cervantesvirtual.com
- 49. Dramáticos posteriores a Lope de Vega, II. (Madrid, M. Rivadeneyra, 1858.)
- 50. Obras escogidas de Don Gaspar Melchor de Jovellanos, II.
- 51. Escritores en prosa anteriores al siglo XV.
- 52. Comedias escogidas de Fray Lope Félix de Vega Carpio, IV.
- 53. Escritos de Santa Teresa, I. (M. Rivadeneyra, Impresor, Editor, Madrid, 1861.) cervantesvirtual.com
- 54. Comedias escogidas de Don Francisco de Rojas Zorrilla.
- 55. Escritos de Santa Teresa, II. (Madrid, M. Rivadeneyra, Impresor, Editor, 1862.) cervantesvirtual.com
- 56. Obras escogidas del Padre Fray Benito Jerónimo Feijoo y Montenegro.
- 57. Poetas castellanos anteriores al siglo XV. (Madrid, M. Rivadeneyra, Impresor, Editor, 1864.) cervantesvirtual.com
- 58. Autos sacramentales desde su origen hasta fines del siglo XVII. (Madrid, M. Rivadeneyra, Impresor, Editor, 1865.)
- 59. Obras originales del Conde Floridablanca, y escritos referentes a su persona.
- 60. Obras escogidas del Padre Pedro de Rivadeneira de la Compañia de Jesús, con una noticia de su vida y juicio crítico de sus escritos.
- 61. Poetas líricos del siglo XVIII, I. (Rivadeneyra, Madrid, 1869.)
- 62. Epistolario español: colección de cartas de españoles ilustres antiguos y modernos, II.
- 63. Poetas líricos del siglo XVIII, II.
- 64. Historia del levantamiento, guerra y revolución de España, por el Conde de Toreno.
- 65. Obras escogidas de filósofos.
- 66. Crónicas de los Reyes de Castilla desde Don Alfonso el Sabio, hasta los Católicos Don Fernando y Doña Isabel, I.
- 67. Poetas líricos del siglo XVIII, III.
- 68. Crónicas de los Reyes de Castilla desde Don Alfonso el Sabio, hasta los Católicos Don Fernando y Doña Isabel, II.
- 69. Obras de Don Francisco de Quevedo Villegas: poesías, III.
- 70. Crónicas de los Reyes de Castilla desde Don Alfonso el Sabio, hasta los Católicos Don Fernando y Doña Isabel, III.
- 71. Índices generales. (Rivadeneyra, Madrid, 1880) Digitalisat